# Irene Tedrow
Irene Tedrow (Denver, 3 agosto 1907 – North Hollywood, 10 marzo 1995) è stata un'attrice statunitense.
Partecipò a moltissime produzioni per gli schermi televisivi, oltre 140 dal 1949 al 1989, e a oltre 40 produzioni cinematografiche dal 1940 al 1981.

## Biografia
Irene Tedrow nacque a Denver, in Colorado, il 3 agosto 1907. Fu una delle fondatrici dell'Old Globe Theater di San Diego. Cominciò come interprete in teatro e alla radio. Debuttò al cinema agli inizi degli anni quaranta e in televisione alla fine dello stesso decennio.
Per il piccolo schermo interpretò, tra gli altri, Mrs. Lucy Elkins (il suo ruolo più noto) in 26 episodi della serie Dennis the Menace dal 1959 al 1963, Miss Bellamy in due episodi della serie Il padre della sposa dal 1961 al 1962, Mrs. Healy in diversi episodi della serie Peyton Place nel 1966, Margaret Geddes in due episodi della serie Mary Tyler Moore Show dal 1973 al 1977, non Simpkins in due episodi della serie Adams of Eagle Lake nel 1975, Mary Alice Kline in due episodi della serie Le strade di San Francisco nel 1976 (più altri due episodi con altri ruoli), Mrs. Foley in tre episodi della serie Dorothy nel 1979 e zia Martha Bronson in due episodi della serie Still the Beaver dal 1987 al 1988. Dagli anni cinquanta alla fine degli anni ottanta continuò a collezionare numerose presenze in decine di serie televisive come guest star o personaggio minore, talvolta con ruoli diversi in più di un episodio, come in cinque episodi di Dragnet, tre episodi di Alfred Hitchcock presenta, tre episodi di Death Valley Days, cinque episodi di Bonanza e quattro episodi di Quincy.
Partecipò inoltre, spesso non accreditata, a diverse produzioni cinematografiche per le quali interpretò personaggi più o meno secondari, come Mrs. MacAndrew in La luna e sei soldi del 1942, Julia Rhodes in Prediletta di nessuno del 1943, Mrs. Seeley in N.N. vigilata speciale del 1951, Ptewaquin in Satank, la freccia che uccide del 1955 e Mrs. Rudd in Cincinnati Kid del 1965.
Fu accreditata per l'ultima volta sugli schermi televisivi in un episodio trasmesso il 21 aprile 1988, intitolato Open Heart Perjury e facente parte della serie Avvocati a Los Angeles, nel quale interpreta il ruolo di Katherine Crutcher, mentre per il grande schermo l'ultimo ruolo affidatogli fu quello della proprietaria di un appartamento nel film Tutta una notte del 1981.
Era la madre dell'attrice Enid Kent. Morì a North Hollywood il 10 marzo 1995 e fu seppellita al Westwood Memorial Park di Los Angeles.

## Filmografia

### Cinema
- We Who Are Young, regia di Harold S. Bucquet (1940)
- Tutta una vita (Cheers for Miss Bishop), regia di Tay Garnett (1941)
- Eagle Squadron, regia di Arthur Lubin (1942)
- La luna e sei soldi (The Moon and Sixpence), regia di Albert Lewin (1942)
- Terrore sul Mar Nero (Journey Into Fear), regia di Orson Welles (1943)
- Dr. Gillespie's Criminal Case, regia di Willis Goldbeck (1943)
- Prediletta di nessuno (Nobody's Darling), regia di Anthony Mann (1943)
- È fuggita una stella (Song of the Open Road), regia di S. Sylvan Simon (1944)
- Io ho ucciso! (The Strange Affair of Uncle Harry), regia di Robert Siodmak (1945)
- Il caso Foster (Just Before Dawn), regia di William Castle (1946)
- Living in a Big Way, regia di Gregory La Cava (1947)
- Nessuno mi crederà (They Won't Believe Me), regia di Irving Pichel (1947)
- La donna senza amore (The Mating of Millie), regia di Henry Levin (1948)
- Air Hostess, regia di Lew Landers (1949)
- I corsari della strada (Thieves' Highway), regia di Jules Dassin (1949)
- N.N. vigilata speciale (The Company She Keeps), regia di John Cromwell (1951)
- Giulio Cesare (Julius Caesar), regia di Joseph L. Mankiewicz (1953)
- Un leone per la strada (A Lion Is in the Streets), regia di Raoul Walsh (1953)
- Satank, la freccia che uccide (Santa Fe Passage), regia di William Witney (1955)
- Nessuno resta solo (Not as a Stranger), regia di Stanley Kramer (1955)
- I dieci comandamenti (The Ten Commandments), regia di Cecil B. DeMille (1956)
- I diffamatori (Slander), regia di Roy Rowland (1957)
- Una calda notte d'estate (Hot Summer Night), regia di David Friedkin (1957)
- Amami teneramente (Loving You), regia di Hal Kanter (1957)
- Lo sperone insanguinato (Saddle the Wind), regia di Robert Parrish (1958)
- La tua pelle brucia (Hot Spell), regia di Daniel Mann (1958)
- Sacro e profano (Never So Few), regia di John Sturges (1959)
- Non mangiate le margherite (Please Don't Eat the Daisies), regia di Charles Walters (1960)
- I giovani cannibali (All the Fine Young Cannibals), regia di Michael Anderson (1960)
- Anatomy of an Accident, regia di LeRoy Prinz (1961)
- Il cowboy con il velo da sposa (The Parent Trap), regia di David Swift (1961)
- I trecento di Fort Canby (A Thunder of Drums), regia di Joseph M. Newman (1961)
- Deadly Duo, regia di Reginald Le Borg (1962)
- Joy in the Morning, regia di Alex Segal (1965)
- Cincinnati Kid (The Cincinnati Kid), regia di Norman Jewison (1965)
- For Pete's Sake, regia di James F. Collier (1966)
- The Lottery, regia di Larry Yust (1969)
- The Comic, regia di Carl Reiner (1969)
- L'impossibilità di essere normale (Getting Straight), regia di Richard Rush (1970)
- Mandingo, regia di Richard Fleischer (1975)
- L'impero delle termiti giganti (Empire of the Ants), regia di Bert I. Gordon (1977)
- Gioco sleale (Foul Play), regia di Colin Higgins (1978)
- Follia di mezzanotte (Midnight Madness), regia di Michael Nankin, David Wechter (1980)
- Tutta una notte (All Night Long), regia di Jean-Louis Tramont (1981)

### Televisione
- The Ruggles – serie TV, un episodio (1949)
- Meet Corliss Archer – serie TV (1952)
- Dragnet – serie TV, 5 episodi (1953-1955)
- It's a Great Life – serie TV, 2 episodi (1954-1955)
- The Red Skelton Show – serie TV, 3 episodi (1954-1955)
- The Public Defender – serie TV, un episodio (1954)
- The George Burns and Gracie Allen Show – serie TV, un episodio (1954)
- Four Star Playhouse – serie TV, 2 episodi (1955-1956)
- Alfred Hitchcock presenta (Alfred Hitchcock Presents) – serie TV, 3 episodi (1955-1960)
- The Jack Benny Program – serie TV, 2 episodi (1955-1962)
- The Bob Cummings Show – serie TV, un episodio (1955)
- The Millionaire – serie TV, un episodio (1955)
- Letter to Loretta – serie TV, un episodio (1955)
- General Electric Theater – serie TV, un episodio (1955)
- The Johnny Carson Show – serie TV un episodio (1955)
- Lux Video Theatre – serie TV, 2 episodi (1956-1957)
- Chevron Hall of Stars – serie TV, un episodio (1956)
- Passport to Danger – serie TV, un episodio (1956)
- Matinee Theatre – serie TV, 2 episodi (1956)
- On Trial – serie TV, un episodio (1956)
- The Restless Gun – serie TV, episodi 1x10-1x17 (1957-1958)
- The Court of Last Resort – serie TV, episodi 1x05-1x25 (1957-1958)
- Playhouse 90 – serie TV, un episodio (1957)
- The Real McCoys – serie TV, 3 episodi (1958-1961)
- December Bride – serie TV, un episodio (1958)
- Jefferson Drum – serie TV, un episodio (1958)
- Northwest Passage – serie TV, un episodio (1958)
- Il carissimo Billy (Leave It to Beaver) – serie TV, un episodio (1958)
- Maverick – serie TV, 2 episodi (1959-1960)
- The Texan – serie TV, 2 episodi (1959-1960)
- Ai confini della realtà (The Twilight Zone) – serie TV, 2 episodi (1959-1960)
- Dennis the Menace – serie TV, 26 episodi (1959-1963)
- Gli uomini della prateria (Rawhide) - serie TV, episodio 1x18 (1959)
- Perry Mason – serie TV, 2 episodi (1960-1963)
- Bonanza – serie TV, 5 episodi (1960-1972)
- Alcoa Presents: One Step Beyond – serie TV, un episodio (1960)
- Mr. Lucky – serie TV, episodio 1x21 (1960)
- Carovane verso il west (Wagon Train) – serie TV, un episodio (1960)
- Lassie – serie TV, un episodio (1960)
- Scacco matto (Checkmate) – serie TV, episodio 1x09 (1960)
- Il padre della sposa (Father of the Bride) – serie TV, 2 episodi (1961-1962)
- Pete and Gladys – serie TV, episodio 1x18 (1961)
- Two Faces West – serie TV, un episodio (1961)
- Avventure in fondo al mare (Sea Hunt) – serie TV, un episodio (1961)
- Ben Casey – serie TV, 2 episodi (1962-1965)
- Alcoa Premiere – serie TV, un episodio (1962)
- The Tall Man – serie TV, un episodio (1962)
- Io e i miei tre figli (My Three Sons) – serie TV, 2 episodi (1963-1966)
- Undicesima ora (The Eleventh Hour) – serie TV, un episodio (1963)
- L'ora di Hitchcock (The Alfred Hitchcock Hour) – serie TV, un episodio (1963)
- Il dottor Kildare (Dr. Kildare) – serie TV, un episodio (1963)
- Ensign O'Toole – serie TV, un episodio (1963)
- Breaking Point – serie TV, un episodio (1963)
- The Greatest Show on Earth – serie TV, episodio 1x13 (1963)
- Grindl – serie TV, un episodio (1963)
- La legge di Burke (Burke's Law) – serie TV, episodio 1x31 (1964)
- Low Man on a Totem Pole – film TV (1964)
- The Young Marrieds – serie TV (1965)
- Death Valley Days – serie TV, 3 episodi (1965-1970)
- Branded – serie TV, episodio 1x04 (1965)
- Karen – serie TV, un episodio (1965)
- The Farmer's Daughter – serie TV, un episodio (1965)
- The Andy Griffith Show – serie TV, un episodio (1965)
- Il fuggiasco (The Fugitive) – serie TV, un episodio (1965)
- Organizzazione U.N.C.L.E. (The Man from U.N.C.L.E.) – serie TV, 2 episodi (1965)
- Il virginiano (The Virginian) – serie TV, 2 episodi (1966-1967)
- La famiglia Addams (The Addams Family) – serie TV, un episodio (1966)
- Gli eroi di Hogan (Hogan's Heroes) – serie TV, un episodio (1966)
- Peyton Place – serie TV, 3 episodi (1966)
- Gli invasori (The Invaders) – serie TV, un episodio (1967)
- Sheriff Who – film TV (1967)
- The Flying Nun – serie TV, un episodio (1967)
- Due avvocati nel West (Dundee and the Culhane) – serie TV, un episodio (1967)
- Giulia (Julia) – serie TV, un episodio (1969)
- Tre nipoti e un maggiordomo (Family Affair) - serie TV, episodio 3x26 (1969)
- Mod Squad, i ragazzi di Greer (The Mod Squad) – serie TV, un episodio (1969)
- F.B.I. (The F.B.I.) – serie TV, un episodio (1969)
- Room 222 – serie TV, un episodio (1970)
- Adam-12 – serie TV, 2 episodi (1971-1973)
- Ironside – serie TV, un episodio (1971)
- Mannix – serie TV, un episodio (1971)
- Squadra emergenza (Emergency!) – serie TV, un episodio (1972)
- Banacek – serie TV, un episodio (1972)
- Mary Tyler Moore Show (Mary Tyler Moore) – serie TV, 2 episodi (1973-1977)
- Barnaby Jones – serie TV, un episodio (1973)
- Agenzia Rockford (The Rockford Files) – serie TV, 2 episodi (1974-1978)
- Double Solitaire – film TV (1974)
- Il tenente Kojak (Kojak) – serie TV, un episodio (1974)
- Live Again, Die Again – film TV (1974)
- A Cry in the Wilderness – film TV (1974)
- Kung Fu – serie TV, un episodio (1974)
- Giovani Cowboys (The Cowboys) – serie TV, un episodio (1974)
- L'uomo da sei milioni di dollari (The Six Million Dollar Man) – serie TV, un episodio (1974)
- Colombo (Columbo) – serie TV, un episodio (1974)
- Marcus Welby (Marcus Welby, M.D.) – serie TV, un episodio (1974)
- These Are the Days – serie TV (1974) (voce)
- Le strade di San Francisco (The Streets of San Francisco) – serie TV, 4 episodi (1975-1976)
- The Missing Are Deadly – film TV (1975)
- Harry O – serie TV, un episodio (1975)
- It's a Bird... It's a Plane... It's Superman! – film TV (1975)
- Adams of Eagle Lake – serie TV, 2 episodi (1975)
- La casa nella prateria (Little House on the Prairie) – serie TV, episodio 2x08 (1975)
- Eleanor and Franklin – film TV (1976)
- Doc – serie TV, un episodio (1976)
- Good Heavens – serie TV, un episodio (1976)
- Insight – serie TV, un episodio (1976)
- Charlie's Angels – serie TV, episodio 1x05 (1976)
- ABC Afterschool Specials – serie TV, un episodio (1976)
- Quincy (Quincy M.E.) – serie TV, 4 episodi (1977-1982)
- Nel tunnel dei misteri con Nancy Drew e gli Hardy Boys (The Hardy Boys/Nancy Drew Mysteries) – serie TV, un episodio (1977)
- Halloween Is Grinch Night – film TV (1977)
- Special Olympics – film TV (1978)
- Sulle strade della California (Police Story) – serie TV, un episodio (1978)
- The Amazing Spider-Man (The Amazing Spider-Man) – serie TV, un episodio (1978)
- Disneyland – serie TV, un episodio (1978)
- Child of Glass – film TV (1978)
- James (James at 15) – serie TV, un episodio (1978)
- Switch – serie TV, un episodio (1978)
- ABC Weekend Specials – serie TV, un episodio (1978)
- Colorado (Centennial)– miniserie TV, un episodio (1978)
- Il mio amico Arnold (Diff'rent Strokes) – serie TV, un episodio (1978)
- Tre cuori in affitto (Three's Company) – serie TV, 2 episodi (1979-1982)
- Pattuglia recupero (Salvage 1) – serie TV, un episodio (1979)
- Miss Winslow e figlio (Miss Winslow and Son) – serie TV, un episodio (1979)
- Never Say Never – film TV (1979)
- Dorothy – serie TV, 3 episodi (1979)
- 240-Robert – serie TV, un episodio (1979)
- Paris – serie TV, un episodio (1979)
- The Two Worlds of Jennie Logan – film TV (1979)
- Visite a domicilio (House Calls) – serie TV, un episodio (1979)
- Isabel's Choice – film TV (1981)
- Trapper John (Trapper John, M.D.) – serie TV, un episodio (1982)
- The Last Ninja – film TV (1983)
- CBS Schoolbreak Special – serie TV, un episodio (1984)
- Family Secrets – film TV (1984)
- Mai dire sì (Remington Steele) – serie TV, un episodio (1984)
- L'albero delle mele (The Facts of Life) – serie TV, un episodio (1985)
- Magnum, P.I. – serie TV, un episodio (1985)
- Still the Beaver – serie TV, 2 episodi (1987-1988)
- A cuore aperto (St. Elsewhere) – serie TV, un episodio (1987)
- Punky Brewster – serie TV, un episodio (1987)
- 14 Going on 30 – film TV (1988)
- It's Garry Shandling's Show. – serie TV, un episodio (1988)
- Avvocati a Los Angeles (L.A. Law) – serie TV, un episodio (1988)
- A Deadly Silence – film TV (1989)